# جوزف بل
جوزف بل (Joseph Bell) یک مدرس پزشکی و جراحی اسکاتلندی معروف قرن ۱۹ است که در دانشگاه ادینبرو مشغول به کار بوده است.او بیشتر به این دلیل معروف است که شخصیت شرلوک هولمز از وی الهام گرفته شده است.